# Lista das instituições de educação superior do Município de Lisboa
No município de Lisboa há um total de vinte e seis instituições de educação superior, onze delas são universitárias de matriz civil e doze delas são politécnicas de matriz civil, sendo destas mais antiga a Universidade de Lisboa, fundada no Campo da Pedreira como Estudo Geral em 1290.

## Instituições universitárias do município de Lisboa
| Matriz civil | Matriz civil | Matriz militar | Matriz policial                                                |
| Públicas | Privadas | Matriz militar | Matriz policial                                                |
| --- | --- | --- | -------------------------------------------------------------- |
| - Universidade Aberta (não presencial) - Universidade de Lisboa - Universidade Nova de Lisboa - ISCTE - Instituto Universitário de Lisboa | - Universidade Autónoma de Lisboa Luís de Camões - Universidade Católica Portuguesa - Universidade Europeia - Universidade Lusíada - Universidade Lusófona de Humanidades e Tecnologias - ISPA - Instituto Universitário de Ciências Psicológicas, Sociais e da Vida - Instituto Superior de Gestão | - Instituto Universitário Militar - Academia Militar (Unidade Autónoma adscrita ao Instituto Universitário Militar) | - Instituto Superior de Ciências Policiais e Segurança Interna |

## Instituições politécnicas do município de Lisboa
| Matriz civil                                                                | Matriz civil | Matriz militar |
| Públicas                                                                    | Privadas | Matriz militar |
| --------------------------------------------------------------------------- | --- | --- |
| - Instituto Politécnico de Lisboa - Escola Superior de Enfermagem de Lisboa | - Instituto Politécnico da Lusofonia - Instituto Português de Administração de Marketing de Lisboa - Academia Nacional Superior de Orquestra - Escola Superior de Atividades Imobiliárias - Escola Superior de Educação de João de Deus - Escola Superior de Educadores de Infância Maria Ulrich - Escola Superior de Enfermagem S. Francisco das Misericórdias - Escola Superior de Saúde da Cruz Vermelha Portuguesa - Lisboa - ISEC Lisboa - Instituto Superior de Educação e Ciências - Instituto Superior de Tecnologias Avançadas de Lisboa | - Escola do Serviço de Saúde Militar (instituição adscrita ao Departamento Politécnico do Exército da Unidade Politécnica Militar do Instituto Universitário Militar) |